# Rangsorolt párok
A rangsorolt párok (néha „RP”) vagy másképp a Tideman-módszer egy Nicolaus Tideman által 1987-ben kifejlesztett választási rendszer, amely a preferenciákat kifejező szavazatok alapján választ ki egyetlen győztest. A rangsorolt párok eljárása használható a nyertesek rendezett listájának létrehozására is.
Ha van egy jelölt, akit előnyben részesítenek a többi jelölttel szemben a választók, akkor a rangsorolt páros eljárás garantálja, hogy ez a jelölt nyer. Emiatt a tulajdonság miatt a rangsorolt párok eljárása megfelel a Condorcet-kritériumnak (és így egy Condorcet-módszer).

## Eljárás
A rangsorolt párok eljárása a következőképpen működik:
1. A szavazatok összeszámlálása a lehetséges jelöltpárokba való rendezéssel, a párok győzteseinek meghatározása (feltéve, hogy nincs döntetlen).
2. A egyes párok sorba rendezése a győzelmek erőssége (többletszavazatok száma) szerint.
3. A párok „zárolása”. Ez egy olyan gráf létrehozását jelenti, amelynek a csúcsait az egyes jelöltpárok képezik, és az élei az erősebb győzelmek irányából a gyengébb győzelmek irányába mutatnak.  A gráfhoz a 2. pontban meghatározott sorrendben kell hozzáadni az éleket úgy, hogy az új csúcsok ne zárjanak be a korábbi csúcsokhoz mutató éleikkel ciklusokat (elkerülve így a kő-papír-olló helyzeteket). Az elkészült gráf forrása a győztes, illetve a győztesek sorrendje is kimutatható belőle az egyes csúcsokba és csúcsoktól elmutató élek aránya alapján.

Megjegyzés: a számlálás során a szavazatok számainak tényleges értéke és a szavazatok százalékos aránya egyaránt használható. Ugyanaz lesz az eredmény, mivel a szavazatok aránya számít.

## Egy példa
A választók w, x, y, z jelöltekre szavazhatnak. Egy szavazólapra lehetséges példák ebben az esetben:
| Kérem, hogy a preferenciája sorrendjében ragassza be a rendelkezésére bocsátott jelöltmatricákat! (A legkedveltebb jelölt legyen a legelső, a legkevésbé kedvelt az utolsó). | Kérem, hogy a preferenciája sorrendjében ragassza be a rendelkezésére bocsátott jelöltmatricákat! (A legkedveltebb jelölt legyen a legelső, a legkevésbé kedvelt az utolsó). |
| --- | --- |
| 1. | z |
| 2. | w |
| 3. | y |
| 4. | x |

| Kérem, hogy x-elje be a jelölteket a preferenciája sorrendjében (1-es a legkedveltebb jelölt, 2-es a második legkedveltebb jelölt, stb.) | Kérem, hogy x-elje be a jelölteket a preferenciája sorrendjében (1-es a legkedveltebb jelölt, 2-es a második legkedveltebb jelölt, stb.) | Kérem, hogy x-elje be a jelölteket a preferenciája sorrendjében (1-es a legkedveltebb jelölt, 2-es a második legkedveltebb jelölt, stb.) | Kérem, hogy x-elje be a jelölteket a preferenciája sorrendjében (1-es a legkedveltebb jelölt, 2-es a második legkedveltebb jelölt, stb.) | Kérem, hogy x-elje be a jelölteket a preferenciája sorrendjében (1-es a legkedveltebb jelölt, 2-es a második legkedveltebb jelölt, stb.) |
| | 1 | 2 | 3 | 4 |
| --- | --- | --- | --- | --- |
| w | | × | | |
| x | | | | × |
| y | | | × | |
| z | × | | | |

Miután minden szavazó leadta a szavazatát, az egyes sorrendeket össze kell számolni, aminek az eredménye a példánkban (a > relációs jeltől balra található fél előrébb van sorolva, mint a jobbra található): 
| w > x > y > z | 7 szavazólap |
| w > y > x > z | 2 szavazólap |
| x > y > z > w | 4 szavazólap |
| x > z > w > y | 5 szavazólap |
| y > w > x > z | 1 szavazólap |
| y > z > w > x | 8 szavazólap |

A szavazatok páronkénti eloszlásai egy mátrixban (táblázatban) foglalhatóak össze. Ebben a táblázatban a soronként mennek a jelöltek, és az egyes oszlopok azt mutatják, hogy a sorban található jelölt az oszlopokban látható jelölteket hány esetben győzte le (negatív számmal jelölve, ha veszített). Pl. az első sor második oszlopa a következőképpen számolható:
| Rangsor       | szavazatok száma | Győzött (+) vagy vesztett-e (-) w?                          | Pontszám |
| w > x > y > z | 7 szavazólap     | w előrébb van x-nél, tehát pozitív előjel                   | +7       |
| w > y > x > z | 2 szavazólap     | w előrébb van x-nél, tehát pozitív előjel                   | +2       |
| x > y > z > w | 4 szavazólap     | w az x-hez képest hátrébb van sorolva, tehát negatív előjel | -4       |
| x > z > w > y | 5 szavazólap     | w az x-hez képest hátrébb van sorolva, tehát negatív előjel | -5       |
| y > w > x > z | 1 szavazólap     | w előrébb van x-nél, tehát pozitív előjel                   | +1       |
| y > z > w > x | 8 szavazólap     | w előrébb van x-nél, tehát pozitív előjel                   | +8       |

A pontszámok összege: +7+2-4+5+1+8=9. Tehát a táblázat (w, x) cellája 9 lesz. 
Ugyanígy végigszámolva a többi cellára a páronkénti szavazateloszlás: 
|   | w  | x   | y  | z  |
| - | -- | --- | -- | -- |
| w | 0  | 9   | 1  | –7 |
| x | –9 | 0   | 5  | 11 |
| y | –1 | –5  | 0  | 3  |
| z | 7  | –11 | –3 | 0  |

Ennek a táblázatnak a főátlója értelemszerűen 0-kból áll (magukkal szemben nem győznek és nem veszítenek a jelöltek). Emellett a táblázat ferdén szimmetrikus, mivel minden győzelem a másik oldalon egy ugyanakkora veszteség, tehát elegendő csak az egyik felét kiszámolni.

### Sorba rendezés
A táblázat pozitív többségeit ezután csökkenő sorrendbe rendezzük:
| Sorszám | Győztes | Vesztes | Győzelem erőssége |
| ------- | ------- | ------- | ----------------- |
| 1.      | x       | z       | 11                |
| 2.      | w       | x       | 9                 |
| 3.      | z       | w       | 7                 |
| 4.      | x       | y       | 5                 |
| 5.      | y       | z       | 3                 |
| 6.      | w       | y       | 1                 |

### Zárás
A legerősebb győzelmet x-z páros mutatta fel, így x lesz a gráf első csúcsa, amiből az első él z-be mutat.
A 2.legerősebb győzelmet a w-x páros tudhatja magáénak anélkül, hogy ellentmondásba keveredne a korábbi győzelmekkel. A következő csúcs így w lesz, amiből x-be mutat egy él.
A 3. sorszámú győzelem z-t illetné meg a w-vel szemben, de ez ellentmond a korábbi két csúcsnak, amelyek alapján z-nél erősebb x és w szintén erősebb, mint x. A gráfon ez úgy mutatkozik, hogy x, w és z ebben a lépésben egy ciklust alkotna (hasonlóan egy kő-papír-olló helyzethez). ezért ezt az élet figyelmen kívül hagyjuk.
A 4. sorszámú győzelem alapján x-ből kell y-ba húzni a gráfon egy élet. Ez nem mond ellent a korábbi, erősebb győzelmeknek, nem zár be ciklust, tehát ez az él érvényes.
Az 5. győzelem szerint egy y-ból z-be mutató él következik, ami nem alkot újabb ciklust, így behúzható.
Végül egy w-ből y-ba irányuló él következik, ami szintén érvényes. A folyamatot a következő animáció illusztrálja:

### Győztes
A zárolt párok gráfjának a forrása a nyertes, jelen esetben w. Az ezt követő helyezések úgy rangsorolhatóak, hogy az egyes résztvevőkből hány él mutat el (minél több, annál feljebb kerülnek a végeredményben), illetve hány él mutat rájuk (minél több, annál lejjebb kerülnek az eredményben):
A második helyezett x egy rámutató éllel, és kettő elmutató éllel. A harmadik helyezett y egy elmutató, illetve kettő rámutató éllel. Utolsó helyen z végzett, elmutató élek nélkül, két ráirányuló éllel.

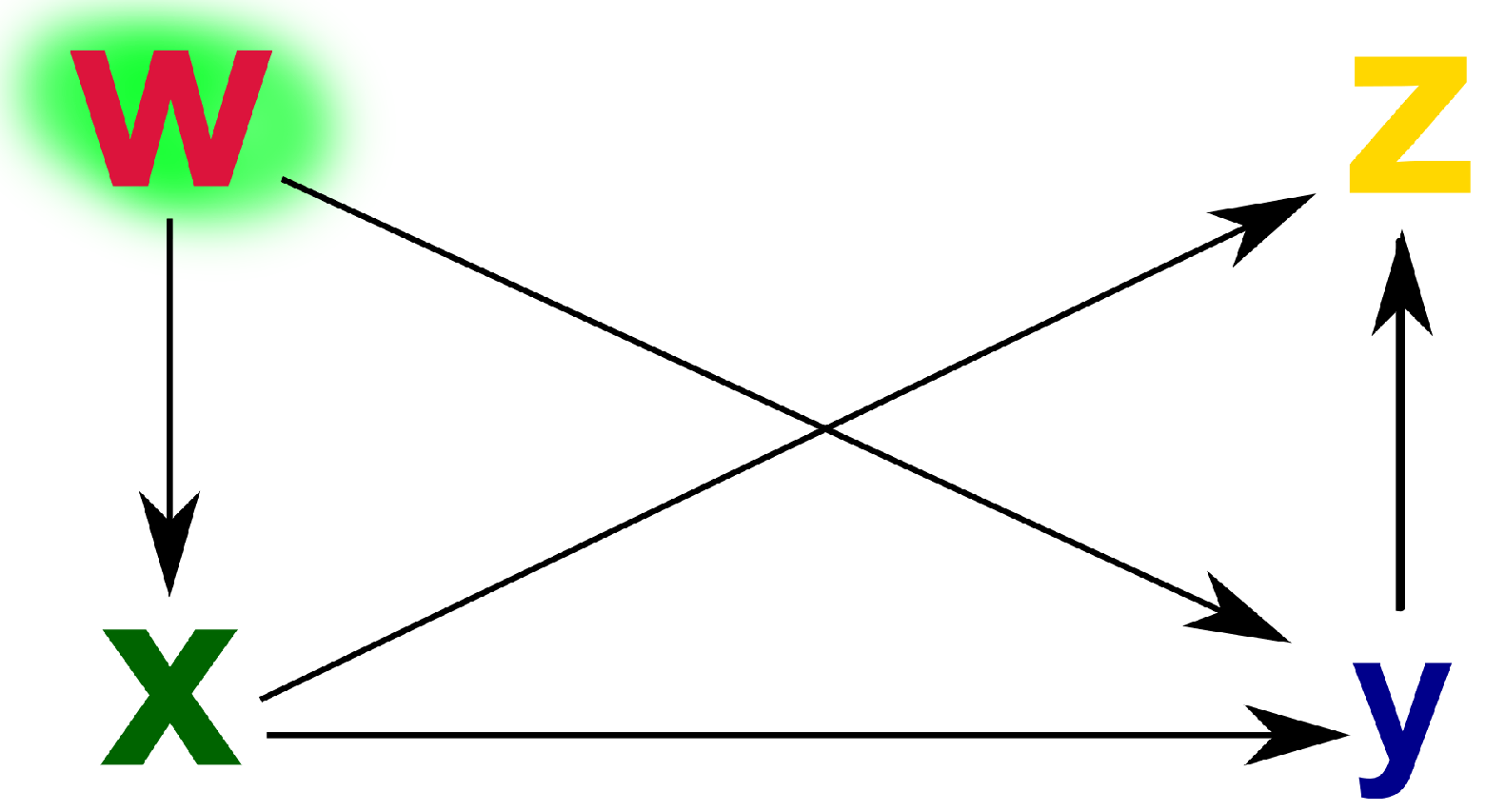

## Tulajdonságok
- Többségi kritérium
- Többségi vesztes kritérium
- Monotonitási kritérium
- Kölcsönös többségi kritérium
- Smith-kritérium (amely magában foglalja a Condorcet-kritériumot)
- Condorcet-vesztes kritérium
- klónok függetlenségének kritériuma
- A rangsorolt párok nem függetlenek az irreleváns alternatívától. A módszer azonban egy kevésbé szigorú tulajdonságot kielégít, amelyet Smith-dominated alternatives (ISDA) függetlenségnek neveznek.Ez szerint ha egy jelölt (X) nyer egy választást, és egy új alternatívát (Y) adunk hozzá, X nyeri a választást, ha Y nincs a Smith halmazban. Az ISDA szintén magában foglalja a Condorcet-kritériumot.
- Lokális függetlenség az irreleváns alternatíváktól.
- Fordításra szimmetrikus
- A döntetlen eredmény feloldható

## Fordítás
Ez a szócikk részben vagy egészben  a   Ranked pairs című angol Wikipédia-szócikk ezen változatának fordításán alapul.  Az eredeti cikk szerkesztőit annak laptörténete sorolja fel. Ez a jelzés csupán a megfogalmazás eredetét és a szerzői jogokat jelzi, nem szolgál a cikkben szereplő információk forrásmegjelöléseként.